# Galerij De Ware Vrienden
Galerij De Ware Vrienden is een overdekte winkelpassage in het centrum  van Hasselt in België. 

## Ligging
De winkelpassage in het centrum van Hasselt in het winkelgebied. Ze vormt een doorgang tussen de Sint-Jozefsstraat, waar het TT-center ligt en de Grote Markt. Daarnaast is er een verbinding met de Galerie Albert waardoor er een toegang is tot de winkelstraat Koning Albertstraat.    

## Geschiedenis
De realisatie van het complex kent een lange geschiedenis. Al jaren voor de bouw waren de plannen er, maar de firma die de benodigde percelen hiervoor had aangekocht ging failliet. Daarna gebeurde er langere tijd niets, totdat een privé-initiatief en later de groep NV Liminvest nieuwe plannen maakte en de benodigde vergunningen aanvroeg waarna in 1985 met de bouw werd gestart. 
Bij de bouwwerkzaamheden kwam men aan de zijde van de Sint-Jozefsstraat 6 tot 8 meter diepe paalfunderingen tegen. welke afkomstig bleken te zijn van een eeuwenoude watermolen. Bij het oude poortgebouw aan de Marktzijde, dat in het project werd geïntegreerd stuitte men op een archief van de maatschappij Les Vrais Amis, een culturele liberaal-Vlaamse vereniging, vanaf de stichting in 1861 tot kort voor de Tweede Wereldoorlog.
Het project dat oorspronkelijk bestond uit 42 winkelruimten, 16 luxe appartementen en 50 ondergrondse parkeerplaatsen kostte tientallen miljoen Belgische francs en werd in een aantal fases opgeleverd. De eerste fase aan de zijde van de Grote Markt werd in 1985 opgeleverd en de tweede fase halverwege 1986. Het complete complex was eind 1986 gereed.  
Het complex met meer dan 3.000 m² een commerciële oppervlakte creëerde een attractieve, overdekte verbinding tussen de winkelgebieden Albertstraat/Grote Markt en het winkelcentrum TT-shopping. De architecten hadden bij het ontwerp gebruik gemaakt van een veelhoekstructuur met korte smalle en lage delen, glazen koepels en veel groen en verschillende niveaus die met elkaar in verbinding staan, waarbij verschillende functies gemengd werden, zodat er "continu leven in de brouwerij is". Het monumentale poortgebouwtje van «De Ware Vrienden» aan de zijde van de Grote Markt bleef behouden en werd in het ontwerp opgenomen. De afzonderlijke winkelruimtes werden afzonderlijk verkocht.
In 2010 stonden er al meer dan 10 panden leeg in de galerij. In 2016 werd het 30-jarig bestaan van de galerij gevierd en waren nog 30 winkelunits bezet. In 2016 maakte het architectenbureau UAU Collectiv een ontwerp waarbij het historisch pand 'De Valck' aan de zijde van de Grote Markt en de appartementen aan de Sint-Jozefsstraat behouden blijven. Daartussen zou een straat moeten komen met veel groen. De onderste twee bouwlagen in deze straat zouden bestemd zijn voor commerciële doeleinden met daarboven woningen.
In 2022 was de winkelpassage in verval door de verouderde constructie en het gebrek aan perspectief, waardoor veel winkeliers vertrokken. In augustus 2023 waren nog maar 6 van de 48 winkels bezet. Een probleem voor de vernieuwing van het gebied is dat het eigendom van de winkels en de appartementen in handen is van ca. 90 verschillende eigenaars.

## Gebruik
Het complex bestaat uit 48 eenheden voor commercieel gebruik, die gelegen zijn op de begane grond of op een entresol. Daarnaast zijn er zestien luxe appartementen. Onder het complex is er een ondergrondse parkeergarage met een toegang via de Sint-Jozefsstraat met 50 parkeerplaatsen. Deze garage is verbonden met een andere ondergrondse garage onder de voormalige Standaard Boekhandel.

## Eigendom
Het complex is in eigendom bij veel verschillende eigenaren. Dit bemoeilijkt een renovatie of een vernieuwing van het gebied.